# Videografia de Thalía

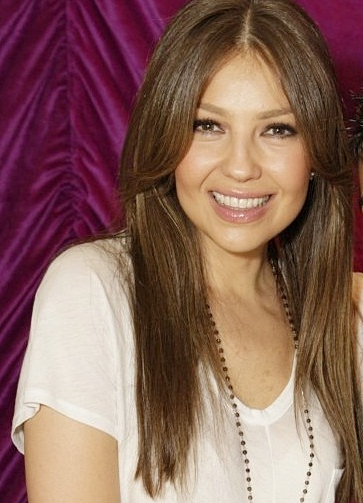
Thalía em 2010, durante uma turnê promocional.

Thalía é uma cantora, compositora, atriz, apresentadora, escritora e empresária mexicana. No mundo latino, é conhecida como "Rainha do pop latino", "Rainha das Telenovelas", e "Imperatriz da Beleza". A sua voz é mezzo-soprano, e abrange cinco oitavas. Ela iniciou sua carreira musical no início dos anos 80 como vocalista de um grupo infantil chamado Din Din. Em 1987, ingressou na banda Timbiriche, gravou três álbuns de estúdio com o grupo e se separou dele em 1988. Nesse mesmo ano, Thalia viajou para Los Angeles, Califórnia, para cantar como artista solo.

## Filmografia
| Ano  | Telenovela               | Personagem                                                                                       | Notas         |
| ---- | ------------------------ | ------------------------------------------------------------------------------------------------ | ------------- |
| 1987 | Pobre señorita Limantour | Dina                                                                                             | Coadjuvante.  |
| 1987 | Quinceañera              | Beatriz                                                                                          | Protagonista. |
| 1989 | Luz y Sombra             | Alma Suárez                                                                                      | Protagonista. |
| 1992 | María Mercedes           | Maria Mercedes Muñoz de Del Olmo                                                                 | Protagonista. |
| 1994 | Marimar                  | Marimar Pérez Bella Aldama                                                                       | Protagonista. |
| 1995 | María la del Barrio      | Maria Hernández De la Vega                                                                       | Protagonista. |
| 1999 | Rosalinda                | Rosalinda Del Castillo Romero De Altamirano Rosalinda Pérez Romero De Altamirano Paloma Dorantes | Protagonista. |

## Videografia

### Vídeos musicais
| Ano  | Vídeo                         | Diretor            | Álbum                       |
| ---- | ----------------------------- | ------------------ | --------------------------- |
| 1990 | Un pacto entre los dos        | Alfredo Díaz Ordaz | Thalía                      |
| 1990 | Saliva                        | Alfredo Díaz Ordaz | Thalía                      |
| 1991 | En la intimidad               | Carlos Somonte     | Mundo de cristal            |
| 1991 | Fuego cruzado                 | L. Hernández       | Mundo de cristal            |
| 1992 | Sangre                        | Desconhecido       | Love                        |
| 1992 | Love                          | Desconhecido       | Love                        |
| 1992 | La Vie en Rose                | Desconhecido       | Love                        |
| 1992 | No trates de engañarme        | Desconhecido       | Love                        |
| 1992 | El día del amor               | Desconhecido       | Love                        |
| 1992 | El bronceador                 | Desconhecido       | Love                        |
| 1992 | Déjame escapar                | Desconhecido       | Love                        |
| 1995 | Piel morena                   | Daniel Gruener     | En éxtasis                  |
| 1995 | Amándote                      | Peter Bergman      | En éxtasis                  |
| 1996 | Gracias a Dios                | Benny Corral       | En éxtasis                  |
| 1997 | Amor a la mexicana            | Benny Corral       | Amor a la mexicana          |
| 1997 | Por amor                      | Gustavo Garzón     | Amor a la mexicana          |
| 1998 | Mujer latina                  | Gustavo Garzón     | Amor a la mexicana          |
| 2000 | Entre el mar y una estrella   | Simón Brand        | Arrasando                   |
| 2000 | Regresa a mí                  | Simón Brand        | Arrasando                   |
| 2000 | Arrasando                     | Simón Brand        | Arrasando                   |
| 2001 | Reencarnación                 | Emilio Estefan     | Arrasando                   |
| 2002 | Tú y yo                       | Antii Jokinen      | Thalía                      |
| 2002 | No me enseñaste               | Antii Jokinen      | Thalía                      |
| 2002 | ¿A quién le importa?          | Jeb Brien          | Thalía                      |
| 2003 | I Want You/Me pones sexy      | Dave Meyers        | Thalía                      |
| 2003 | Baby I'm in Love/Alguien Real | Antii Jokinen      | Thalía                      |
| 2004 | Cerca de ti                   | Jeb Brien          | Greatest Hits               |
| 2004 | Acción y reacción             | Desconhecido       | Greatest Hits               |
| 2005 | Amar sin ser amada            | Jeb Brien          | El sexto sentido            |
| 2005 | Un alma sentenciada           | Jeb Brien          | El sexto sentido            |
| 2006 | Seducción                     | Jeb Brien          | El sexto sentido            |
| 2006 | Cantando por un sueño         | Jeb Brien          | El sexto sentido: Re+Loaded |
| 2006 | Olvídame                      | Thalía             | El sexto sentido: Re+Loaded |
| 2006 | No, no, no                    | Desconhecido       | El sexto sentido: Re+Loaded |
| 2008 | Ten paciencia                 | Emilio Estefan     | Lunada                      |
| 2009 | Equivocada                    | Nahuel Lerena      | Primera fila                |
| 2010 | Qué será de ti                | Nahuel Lerena      | Primera fila                |
| 2010 | Estoy enamorado               | Nahuel Lerena      | Primera fila                |
| 2010 | Enséñame a vivir              | Nahuel Lerena      | Primera fila                |
| 2010 | Con la duda                   | Nahuel Lerena      | Primera fila                |
| 2010 | El próximo viernes            | Nahuel Lerena      | Primera fila                |
| 2012 | Manías                        | Desconhecido       | Habitame Siempre            |
| 2013 | Te perdiste mi amor           | Bruce Gowers       | Habitame Siempre            |
| 2013 | Te perdiste mi amor (Live)    | Desconhecido       | Habitame Siempre            |
| 2013 | Habítame Siempre              | Bruce Gowers       | Habitame Siempre            |

### Vídeos ao vivo
| Ano  | Vídeo               | Diretor       | Álbum            |
| ---- | ------------------- | ------------- | ---------------- |
| 2009 | Equivocada          | Nahuel Lerena | Primera fila     |
| 2010 | Qué será de ti      | Nahuel Lerena | Primera fila     |
| 2010 | Estoy enamorado     | Nahuel Lerena | Primera fila     |
| 2010 | Enséñame a vivir    | Nahuel Lerena | Primera fila     |
| 2010 | Con la duda         | Nahuel Lerena | Primera fila     |
| 2010 | El próximo viernes  | Nahuel Lerena | Primera fila     |
| 2012 | Manías              | Bruce Gowers  | Habitame Siempre |
| 2013 | Te perdiste mi amor | Bruce Gowers  | Habitame Siempre |
| 2013 | Habítame Siempre    | Bruce Gowers  | Habitame Siempre |